# Ludger Honnefelder
Ludger Honnefelder (nacido el 25 de marzo de 1936 en Colonia, Alemania), es un filósofo y profesor alemán.

## Carrera científica
Honnefelder estudió a partir de 1955 filosofía, teología y pedagogía en Bonn, Innsbruck y Bochum.
Después de culminar su doctorado en filosofía en la Universidad de Bonn trabajó primero como profesor y luego como profesor de filosofía en la facultad de teología de la Universidad de Tréveris y luego en el seminario de teología católica y en el Instituto de filosofía de la Universidad Libre de Berlín desde 1972 a 1988. En 1988 fue nombrado profesor de filosofía en la Universidad de Bonn. Después de su retiro, ocupó el recién creado Guardini-Professur de filosofía de la religión y creencias católicas en la Universidad Humboldt de Berlín entre 2005 y 2007. Desde marzo de 2009 ha estado trabajando como "Otto Warburg Senior Research Professor" en la Universidad Humboldt de Berlín.
Entre 1993 y 2007 Honnefelder fue director general y cofundador del Instituto de Ciencia y Ética en la Universidad de Bonn, a cuya Junta Directiva todavía pertenece. En los años 1999-2007 Honnefelder fue director general del centro alemán de referencia para la ética en las Ciencias de la vida como una instalación central de la Universidad y como un trabajo de la Academia de Ciencias de Renania del Norte-Westfalia. De 1982 a 1992 dirigió a tiempo parcial la Bischöfliche Studienförderung Cusanuswerk. Desde 1995 ha dirigido la sede en Bonn del Albertus-Magnus-Institut, que se ocupa de la edición crítica de las obras de Alberto Magno y su investigación.
En 2001 Honnefelder se convirtió en profesor emérito.

## Membresías
Honnefelder es miembro de la Academia de Ciencias y Artes de Renania del Norte-Westfalia y de la Academia Europea de Ciencias y Artes. Es miembro del Comité Director para Bioética del Consejo de Europa. Perteneció a la Comisión de investigación sobre “Derecho y Ética de la Medicina Moderna” del Bundestag de Alemania en la 14 Legislatura.

## Honores
Desde 1999, Honnefelder es doctor honoris causa por la Universidad de Innsbruck; le concedieron la Palacky-Medaille de oro en la Academia Checa de Ciencias y Artes y la Medalla Instituto Franciscano en 2007.
Sus intereses de investigación están en el campo de la metafísica, de la ética (con especial énfasis en la ética aplicada) la antropología y la historia de la filosofía en la Edad Media y de la Edad Moderna. Es coeditor de la serie "“Simposio” y “Temas de frontera” que aparece en la Verlag Karl Alber, así como del Anuario en la casa editorial Verlag de Gruyter publicado en Berlín para la ciencia y la ética.

## Obras
- 1989: Ens inquantum ens. Der Begriff des Seienden als solchen als Gegenstand der Metaphysik nach der Lehre des Johannes Duns Scotus
- 1990: Scientia transcendens. Die formale Bestimmung der Seiendheit und Realität in der Metaphysik des Mittelalters und der Neuzeit
- 1992: Sittliche Lebensform und praktische Vernunft
- 1993: Der Streit um das Gewissen
- 1994: Ärtztliches Urteilen und Handeln
- 1994: Die Einheit des Menschen
- 1996: Jahrbuch für Wissenschaft und Ethik
- 1998: Lexikon der Bioethik
- 2002: La métaphysique comme science transcendantale
- 2005: Johannes Duns Scotus
- 2007: Was soll ich tun, wer will ich sein?: Vernunft und Verantwortung, Gewissen und Schuld
- 2007: Naturalismus als Paradigma: Wie weit reicht die naturwissenschaftliche Erklärung des Menschen?
- 2008: Woher kommen wir?: Ursprünge der Moderne im Mittelalter
- 2011: Welche Natur sollen wir schützen?

## Enlaces
- Esta obra contiene una traducción  derivada de «Ludger Honnefelder» de Wikipedia en alemán, publicada por sus editores bajo la Licencia de documentación libre de GNU y la Licencia Creative Commons Atribución-CompartirIgual 4.0 Internacional.
- Universität Bonn. Ludger Honnefelder Archivado el 5 de diciembre de 2014 en Wayback Machine.
- North Rhine-Westphalian Academy of Sciences, Humanities and the Arts. Ludger Honnefelder
- Albertus-Magnus-Institut
- Laudatio in Honor of Prof. Dr. Ludger Honnefelder
- Katalog der Deutschen Nationalbibliothek. Ludger Honnefelder

- Datos: Q1873836